# Ethmalosa fimbriata
Ethmalosa fimbriata ist ein kleiner Heringsartiger aus der Familie Dorosomatidae und die einzige Art der monotypischen Gattung Ethmalosa. Verbreitet ist dieser Fisch entlang der Westküste Afrikas. In der dortigen kommerziellen Fischerei ist er sehr bedeutend und wird in sehr großen Mengen für die Herstellung von Fischmehl verwendet.

## Beschreibung
Ethmalosa fimbriata hat einen gedrungenen, hochrückigen, seitlich zusammengedrückten und spindelförmigen Körper. Die Bauchseite ist beschuppt. Wie bei allen Heringsartigen bestehen die Flossen nur aus Weichstrahlen. Bei der Rückenflosse sind es 16 bis 19, bei der Afterflosse 19 bis 23. Die Rückenflossenspitze ist schwärzlich, die Schwanzflosse ist glänzend und tief gespalten. Hinter dem Kiemendeckel deutet sich ein undeutlicher Fleck an. Die Flanken sind gelblich glänzend.
Ethmalosa fimbriata besitzt einen Kaumagen, welcher aber nicht so muskulös wie der von Brevoortia und Ethmidium ist.

## Verbreitung, Lebensraum und Biologie
Bei Ethmalosa fimbriata handelt es sich um einen Schwarmfisch, der vorwiegend in Küstenbereichen entlang der westafrikanischen Küste vorkommt. Zudem ist diese Art ein anadromer Wanderfisch, der zum Laichen bis zu 300 Kilometer die Flüsse hinauf schwimmt. Allerdings laicht sie auch im Meer und im Brackwasser. Sie ernährt sich filtrierend von Phytoplankton, vor allem von Kieselalgen.

## Verwendung zur Herstellung von Fischmehl
Ethmalosa fimbriata (Bonga) wird in sehr großen Mengen für die Herstellung von Fischmehl verwendet, welches in Länder mit großen Aquakulturen (u. a. China, Norwegen) exportiert wird. Dadurch werden die Bestände überfischt und die lokalen Preise haben sich sehr stark verteuert. Die örtlichen Fischmehlfabriken in den Erzeugerländern verursachen große Umweltschäden.

## Wissenswertes
- Der Raubfisch Scomberomorus tritor aus der Familie Scombridae ernährt sich bevorzugt von diesem Fisch.[5]
- Ethmalosa fimbriata wird experimentell auch in Aquakultur gehalten.[1]